# Кукуље (Србац)
Кукуље су насељено мјесто у општини Србац, Република Српска, БиХ. Према попису становништва из 1991. у насељу је живјело 950 становника.

## Спорт
Кукуље је сједиште фудбалског клуба Млади Крајишник.

## Становништво
| Демографија | Демографија | Демографија |
| Година      | Становника  | Становника  |
| ----------- | ----------- | ----------- |
| 1948.       | 1.309       |             |
| 1953.       | 1.311       |             |
| 1961.       | 1.210       |             |
| 1971.       | 1.092       |             |
| 1981.       | 1.123       |             |
| 1991.       | 947         |             |
| 1993.       | 989         |             |